# 高雄市鳳山區公所

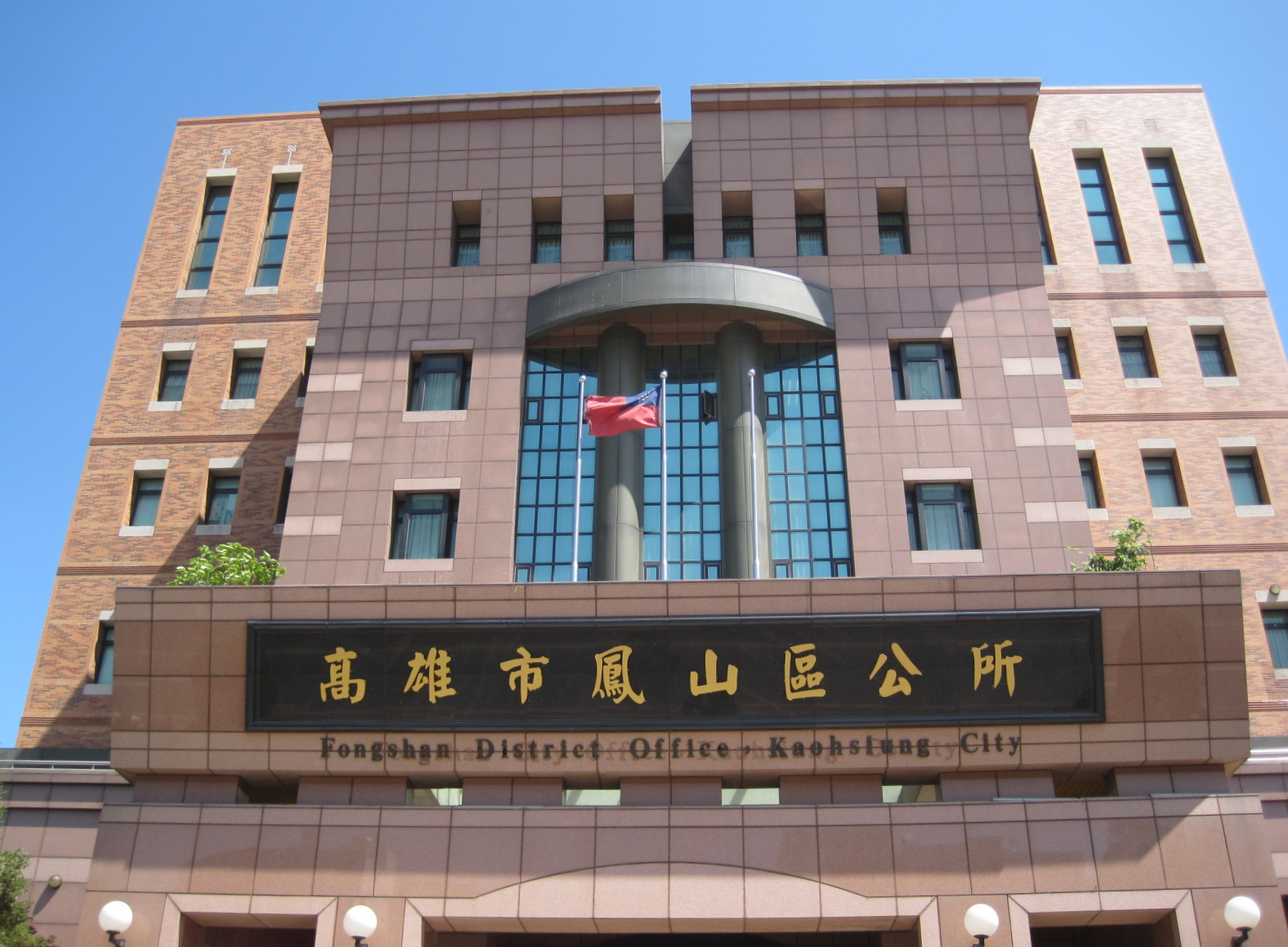
高雄市鳳山區公所

高雄市鳳山區公所（英語：Fongshan District Office, Kaohsiung City）在高雄市鳳山區的派出機關，在中華民國政府架構中屬於區公所位階，上級業務監督機關為高雄市政府。

## 沿革
- 1684年，福建省臺灣府設鳳山縣，轄今日高雄市、屏東縣大部份平原地區。
- 1920年，改制為高雄州鳳山郡鳳山街。
- 1945年，改制鳳山街為鳳山鎮，成立高雄縣鳳山區鳳山鎮公所。
- 1972年，鳳山鎮改制鳳山市，而改為高雄縣鳳山市公所。
- 2001年，鳳山市公所由今鳳山曹公圖書分館遷至新址（今鳳山區公所）。
- 2010年，高雄縣市合併鳳山市改制鳳山區，而改為高雄市鳳山區公所[1]。

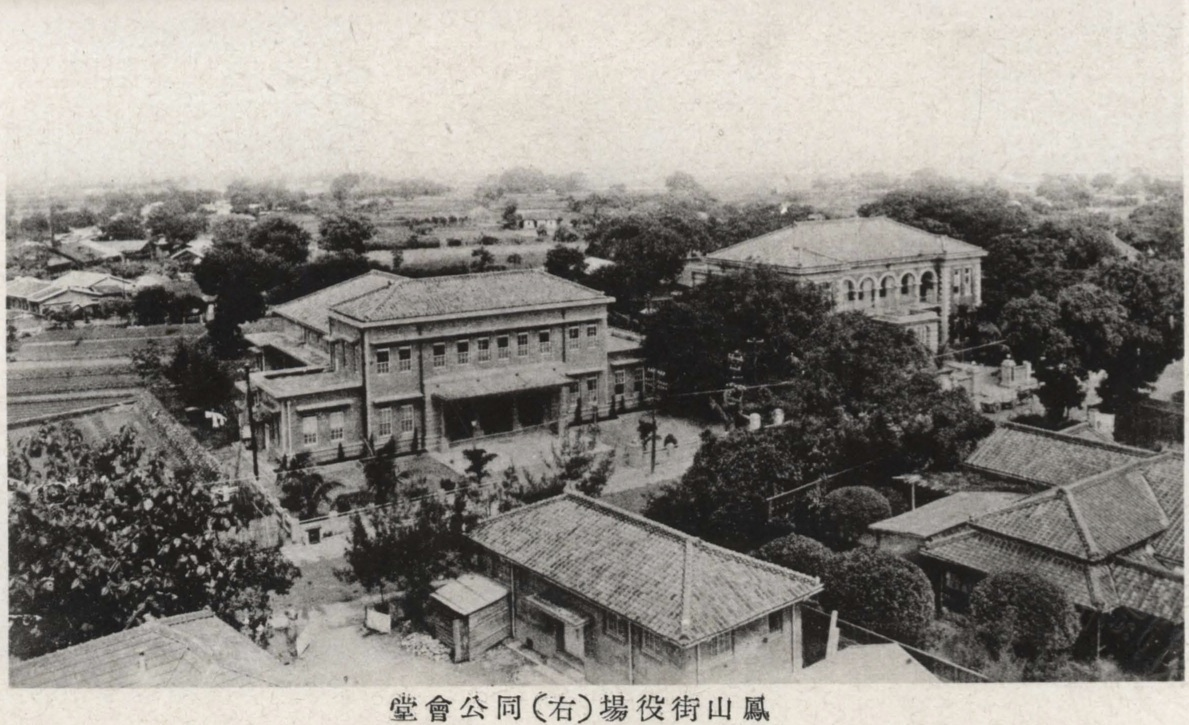
鳳山街役場(今曹公圖書分館)與公會堂

## 組織架構
高雄市鳳山區公所所轄組織，在區長及秘書之下，設有1會、2處、4課、4室。
- 高雄市鳳山區長（一名，由應屆市長任命）
  - 高雄市鳳山區主任秘書

### 內部單位

#### 會
- 調解委員會

#### 處
- 鳳山里聯合辦公處
- 五甲里聯合辦公處

#### 課
- 民政課
- 社建課
- 經建課
- 役政災防課

#### 室
- 秘書室
- 會計室
- 人事室
- 政風室

## 外部連結
- 高雄市鳳山區公所 （页面存档备份，存于）